# Ніневія

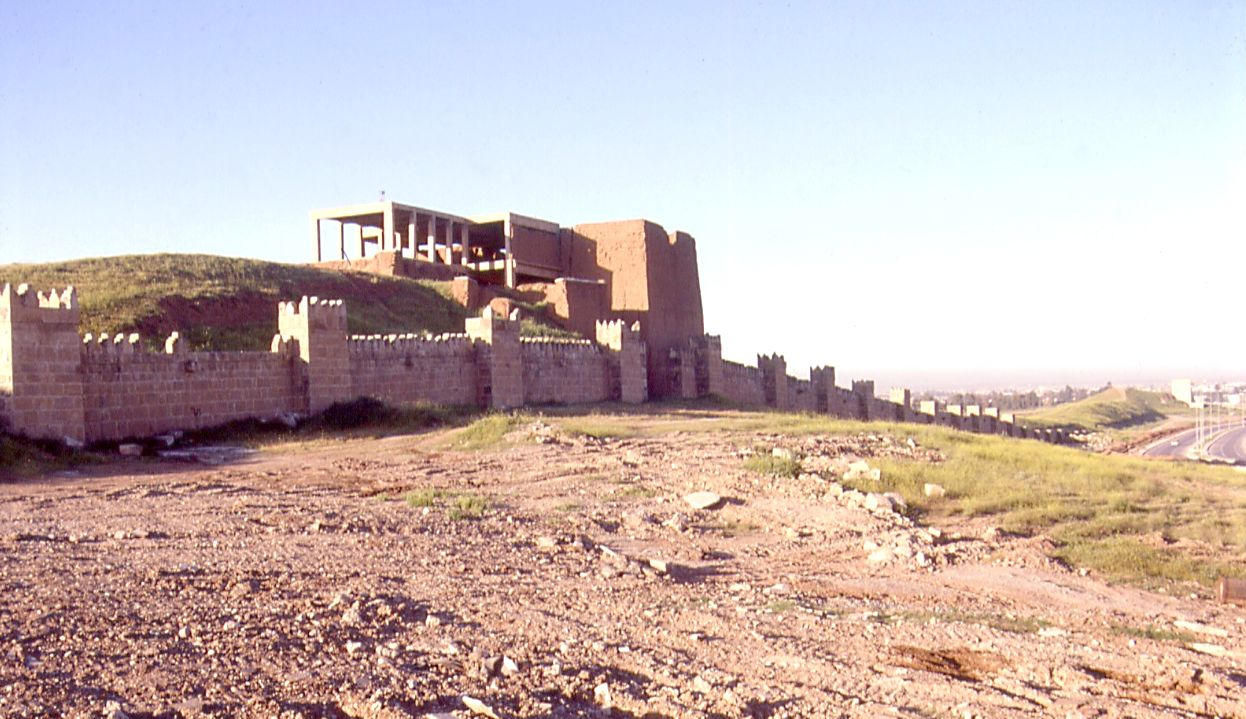
Ніневія у 1990 році

36°22′00″ пн. ш. 43°09′00″ сх. д. / 36.366667° пн. ш. 43.15° сх. д.
Ніне́вія (аккад. Ninwe; новоарам. ܢܸܢܘܵܐ; івр. נינוה, Nīnewē; грец. Νινευη; лат. Nineve; араб. نينوى, Naīnuwa) — давньоассирійське місто у Верхній Месопотамії, розташоване на околиці Мосулу в сучасному північному Іраку. Розташоване на східному березі річки Тигр, було столицею та найбільшим містом Новоассирійської імперії, а також найбільшим містом у світі протягом кількох десятиліть. Сьогодні це загальна назва половини Мосулу, що лежить на східному березі Тигру, і від цього назва його провінції Ніневія. Руїни міста збереглися на протилежному березі річки від міста Мосул у сучасному Іраку.
Було найбільшим містом у світі протягом приблизно п'ятдесяти років до 612 року до н. е., коли після жорстокого періоду громадянської війни в Ассирії воно було розграбоване коаліцією його колишніх підданих народів, включаючи вавилонян, мідійців, персів, скіфів та кімерійців. Місто більше ніколи не було політичним чи адміністративним центром, але до пізньої античності воно було резиденцією християнського єпископа. У середні віки занепало відносно Мосула і було переважно покинуто у XIII столітті.
Його руїни лежать через річку від сучасного великого міста Мосул, в іракській мухафазі Ніневія. Два великі телі, у межах муру — Тель-Куюнджик та Тель-Набі-Юнус, місце святині Йони, пророка, який проповідував у Ніневії. Розкопано велику кількість ассирійської скульптури та інших артефактів, що зараз знаходяться в музеях в усьому світі.

## Назва
Українська назва «Ніневія» походить від латинського Ninive та грецької Септуагінти (Νινευή) (Νινευή) під впливом біблійного івриту Nīnəweh (נִינְוֶה), від аккадського Ninua (вар. Ninâ) або давньовавилонського нінуви. Початкове значення імені не з'ясоване, але, можливо, воно стосувалося богині -покровительки. Клинописне для Ніни (𒀏) — риба всередині будинку (пор. арамейське нуна, «риба»). Можливо, це просто означало «Місце риби» або вказувало на богиню, пов'язану з рибою або Тигром, можливо, спочатку хуритського походження. Пізніше місто було присвячене богині Іштар Ніневійській, а Ніна — одне з шумерських та ассирійських імен цієї богині
Крім того, слово נון/נונא у старовинному Вавилоні належить до родини риб Anthiinae, що далі вказує на можливість асоціації між назвою Ніневія та рибою.
Місто також було знане як Ninuwa мовою міста Марі; Нінава на арамейській мові; ܢܸܢܘܵܐ на сирійській мові; та Nainavā (نینوا) на перській мові.
Набі Юнус по-арабськи означає 'пророк Йона'. За словами Лайярда, Kuyunjiq було турецькою назвою, а араби його називали Armousheeah, і вважають, що він має певний зв’язок із династією Кара-Коюнлу. Ці топоніми відносяться до областей на північ та південь від потоку Хоср відповідно: Куюнджік — назва всього північного сектору, оточеного міськими стінами, і переважає великий (35 га) курган Тель-Куюнджик, тоді як Набі (або частіше Небі) Юнус — південний сектор навколо мечеті пророка Юнуса/Йони, який розташований на Тель-Небі Юнус.

## Історія
Ніневія вперше згадується приблизно в 1800 до н. е. як центр поклоніння богині Іштар, чим зумовлювалася важливість міста в ті древні часи. До середини XIV століття до н. е. Ніневія була васалом Мітанні, аж доки ассирійський Ашшур не повалив державу Мітанні. У другому тисячолітті до н. е. Ніневія залишалася провінційним ассирійським містечком. Розквіт міста почався тільки в новій ассирійській імперії при Ашшур-назір-апалі II. Ассирійські правителі продовжували розбудовувати й прикрашати місто, але справжньої величі воно набуло при Сеннаххерібі. Він перебудував місто й спорудив у ньому «палац, рівного якому немає у світі». Загальний план палацу майже до кінця встановлено. Він мав розміри 503 на 242 метри і висоту 20 метрів, в ньому було принаймні 80 кімнат, багато з них були прикрашені статуями. В палаці знайдено велике число клинописних табличок, що належали до бібліотеки Ашшурбаніпала. Головні входи прикрашали великі фігури крилатих левів та биків з людськими головами вагою до 30 т. Загальна довжина барельєфів у палаці була 3000 метрів. Серед зображень інформація про те, як будували палац, як вирізали монументи й транспортували їх баржею. На барельєфах є також численні зображення сцен битви та полювання. Правитель похвалявся своїми військовими успіхами й завоюваннями.
У ті часи Ніневія займала площу в сім квадратних кілометрів, в її мурах було 15 великих воріт. Воду до міста постачала складна система із 18 каналів. Кілька секцій акведука знайдені на віддалі 65 км від міста. На навколишніх землях проживало від 100 до 150 тис. людей, що вдвічі перевищувало населення тогочасного Вавилона.
Велич Ніневії тривала недовго. Приблизно з 630 до н. е. Новоассирійська держава почала слабнути. На Ніневію стали зазіхати мідяни. Разом із вавилонянами, скіфами і еламітами, вони завдали важкого удару в 625 до н. е., а в 612 до н. е. Ніневія впала й була зрівняна із землею. Ті мешканці міста, хто не встиг утекти до західних ассирійських володінь, були або вбиті або виведені в полон. Археологи знайшли на місці розкопок чимало непохованих скелетів. Незабаром Ассирія зникла з карти, а її землі розділили між собою Мідія та Вавилон.

### Рання історія

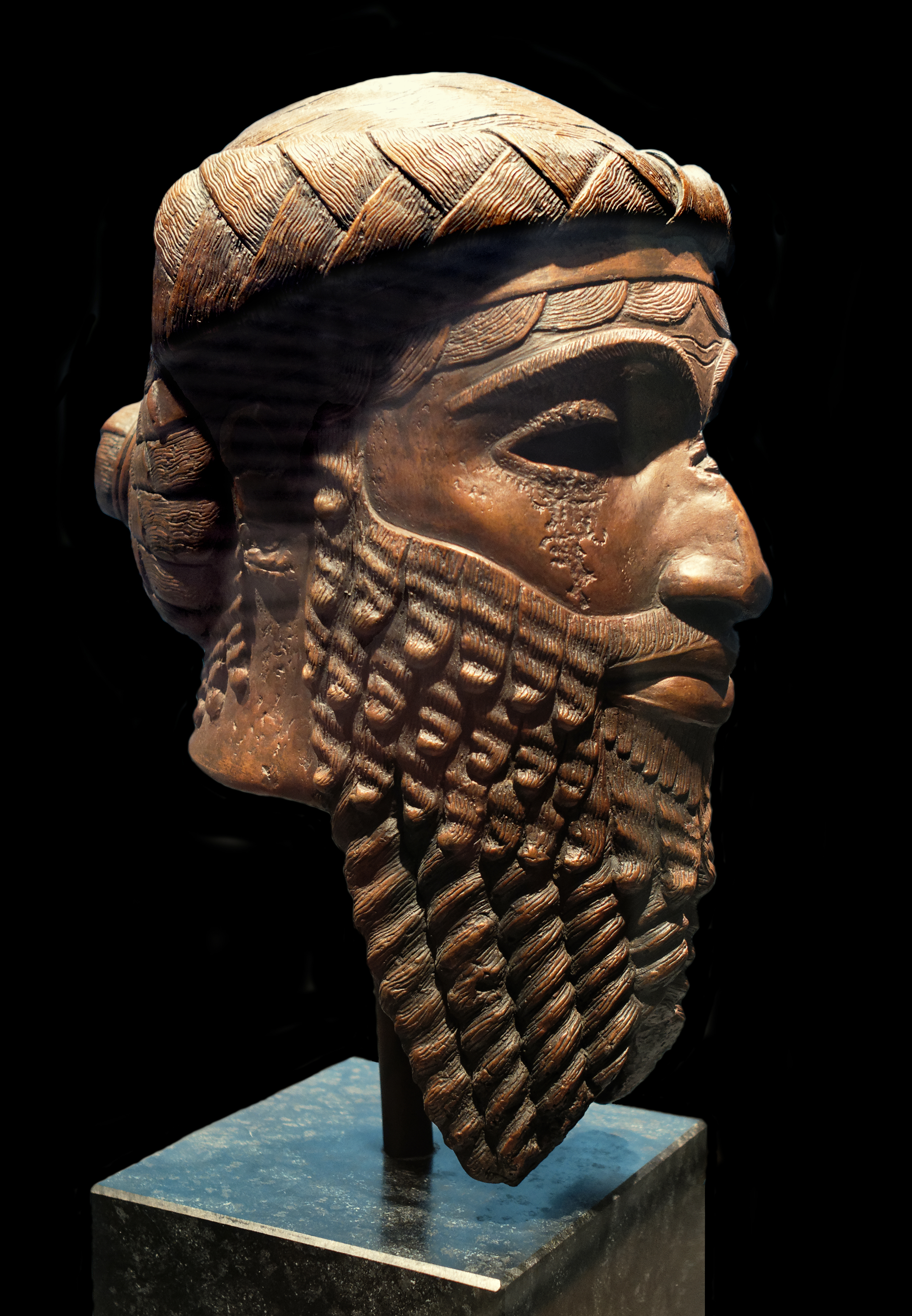
Бронзова голова аккадського правителя, виявлена в Ніневії в 1931 р., ймовірно зображує Саргона батька Маніштусу, бл. 2270 р. до Р.Х., музей Іраку. Лейденський музей.

Ніневія була одним з найстаріших і найбільших міст античності. Пізніші тексти елліністичного періоду пропонували однойменного Ніна як засновника Νίνου πόλις (Нінополіс), хоча для цього немає історичних підстав. Буття 10:11 говорить 'Німрод', можливо, означає Саргон I, побудував Ніневією. Ніневія була одним із багатьох центрів регіонального розвитку Верхньої Месопотамії.
Ця територія визначається як рівнини, де можливо багарне рільництво. Прямує вузькою смугою від сирійського узбережжя до гір Загрос.
Обмежена пустелями на півдні та горами на півночі. Культурні практики, технології та економіка в цьому регіоні були спільними, і вони йшли за подібною траєкторією з часів неоліту.

#### Неоліт
Печери в горах Загрос на північ від Ніневії використовувалися як поселення PPNA, найвідоміша — печера Шанідар.
Власне Ніневія була заснована ще в 6000 році до н. е. у пізньому неоліті. Вертикальне електричне зондування у Ніневії виявило шари ґрунту, датовані ранньою епохою археологічної культури Гасуни. Розвиток культураи Ніневії відбувалось паралельно Тепе-Гавра та Тель-Арпачія за декілька кілометрів на північний схід. Ніневія була типовим фермерським селом Халафського періоду.

#### Халколіт
В 5000 р. до н. е. Ніневія перейшла від Халафської культури до Убейдської. У період пізнього халколіту Ніневія була одним з небагатьох убейдських сіл у Верхній Месопотамії, що стали протомістом: Угарит, Брак, Гамукар, Ербіль, Алеппо та регіонально в Сузах, Еріді, Ніппурі. В 4500–4000 роках до н. е. площа міста зросла до 40 га. За даними генетичних досліджень, гасуліанці, що мігрували до Ханаану близько 4800 р. до н. е., прибули з гір Загрос на північний схід від Ніневії.
Велика площа Ніневії помітна у розповсюдженні технології виробництва металу на Близькому Сході як перше місце за межами Анатолії для виплавки міді. В Тель-Арпачія знайдено найстаріші залишки виплавки міді, а в Тепе-Гава — залишки найстарішої металообробки. Мідь надходила з шахт в Ергані.

### Рання бронзова доба
Ніневія стала торговою колонією Урука під час експансії Уруку через її розташування як найвищої судноплавної точки на Тигрі.
Він був сучасним і мав подібну функцію до Габуби-Кабіри на Євфраті. До 3000 року до н. е. кішська цивілізація поширилася на Ніневію. У цей час головний храм Ніневії стає відомим як храм Іштар, присвячений семітській богині Іштар з Ніневії. Іштар з Ніневії був споріднена з Шаушкою з пантеону Хурро-Урарту. Храм називався 'Будинок жертв' (клинопис: 𒂍𒈦𒈦 E2.MAŠ.MAŠ).

#### Період Ніневія 5
Регіональний вплив Ніневії став особливо вираженим під час археологічного періоду Нінeвія 5 (2900–2600 рр. до н. е.). Цей період визначається насамперед характерною керамікою, яка поширена по всій Північній Месопотамії. Також для північної Месопотамії археологи розробили хронологію ранньої Джезіри.
Згідно з цією регіональною хронологією, 'Ніневія 5' еквівалентна періоду раннього Джезіра I – II.
Ніневія 5 передував пізній уруцький період. Глиняний посуд Ніневії 5 приблизно відповідає сучасним виробам ранньої закавказької культури та посуду періоду Джемдет-Наср. До цього періоду належить і іракська культура яскраво-червоного посуду. Ця барвиста кераміка вельми схожа на посуд Джемдет-Наср. Яскраво-червоний посуд вперше був задокументований у сточищі річки Діяла, Ірак.
Пізніше він також був знайдений у сусідньому басейні Хамрін' та у Луристані. Це також сучасно з протоеламським періодом у Сузах.

### Пізня бронзова доба
Місто Ашшур було засноване приблизно 2500 р. до н. е. Це був початком Ассирії. У цей час Ніневія була ще незалежним містом-державою. Вона була включена до складу Акадської імперії. Раннє місто (і наступні будівлі) було побудовано на лінії розлому і, отже, зазнало руйнувань від низки землетрусів. Одна з таких подій зруйнувала перший храм Іштар, який був відновлений у 2260 р. до н. е. аккадським царем Маніштусу. Після падіння Урука в 2000 р. до н. е. Ніневія була поглинута зростаючою Ассирією.

#### Давньоассирійський період
Історична Ніневія згадується за часів Давньоассирійської імперії під час правління Шамші-Адада I (1809–1775) приблизно в 1800 р. до н. е. як центр поклоніння Іштар, культ якої відповідав за раннє значення міста.

#### Мітаннійський період
Статуя богині була надіслана фараону Аменхотепу III до Єгипту в XIV столітті до н. е., за наказом царя Мітанні. Ассирійське місто Ніневія протягом півстоліття до початку XIV століття до нашої ери було одним з васалів Мітанні.

#### Середньоасирійський період
Ассирійський цар Ашшур-убалліт I повернув Ніневію в 1365 р. до н. е., поваливши імперію Мітанні та створивши Середньоасирійську імперію (1365–1050 рр. до н. е.).
Існує велика кількість доказів, які свідчать про те, що ассирійські монархи широко будували в Ніневії наприкінці III-го та II-го тисячоліть до н. е.; Ймовірно, що спочатку Ніневія була провінційним містом Ассирії. Пізніші монархи, написи яких з'явилися у верхньому місті, включають царів Середньоасирійської імперії Шалманасера I (1274–1245 рр. до н. е.) та Тукульті-апал-Ешарра I (1114–1076 рр. до н. е.), обидва були активними будівельниками в Ашшурі.

### Залізна доба

#### Новоасирія
Під час Новоасирійської імперії, особливо за часів Ашурнасірпала II (правив 883–859 рр. до н. е.), Відбулося значна розбудова архітектури. Далі керували монархи, такі як Тіглатпаласар III, Саргон II, Сін-аххе-еріба, Асархаддон та Ашшурбаніпал, підтримували та засновували нові палаци, а також храми Сіну, Ашшуру, Нергалу, Уту, Нінурти, Іштар, Таммузу, Нісроху та Набу.

## Сучасні загрози
У червні 2014 року бойовики «Ісламської Держави» захопили великі території в Іраку, в тому числі Мосул і Ніневію. На початку 2015 року ісламісти оголосили про свій намір знищити безліч артефактів, оскільки вони ображають їхні релігійні погляди, і знищили деякі артефакти з Ніневії.

## Галерея

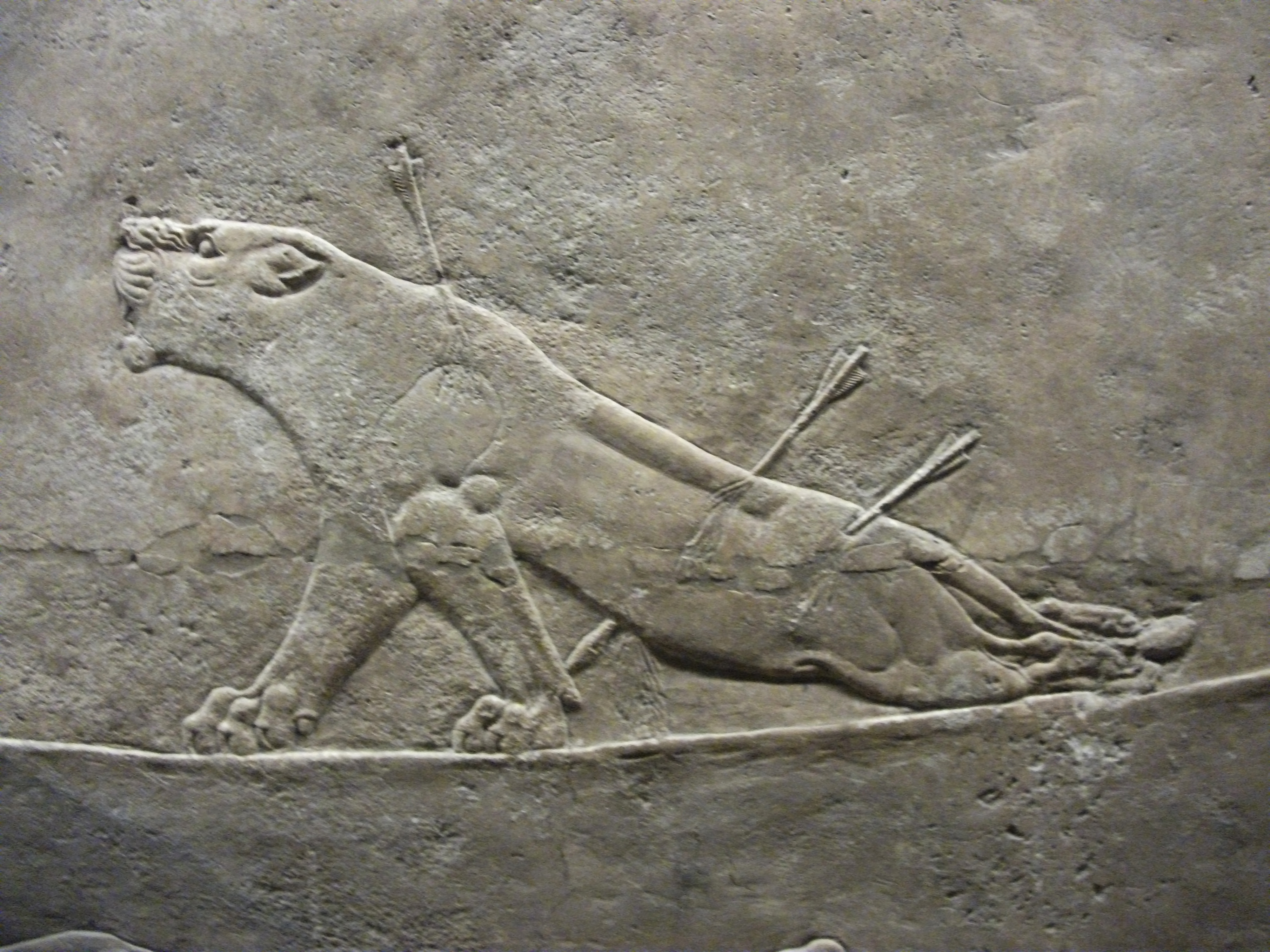
«Поранена левиця», рельєф з палацу Ашшурбаніпала в Ніневії, середина VII століття до н.е., Британський музей, Лондон.
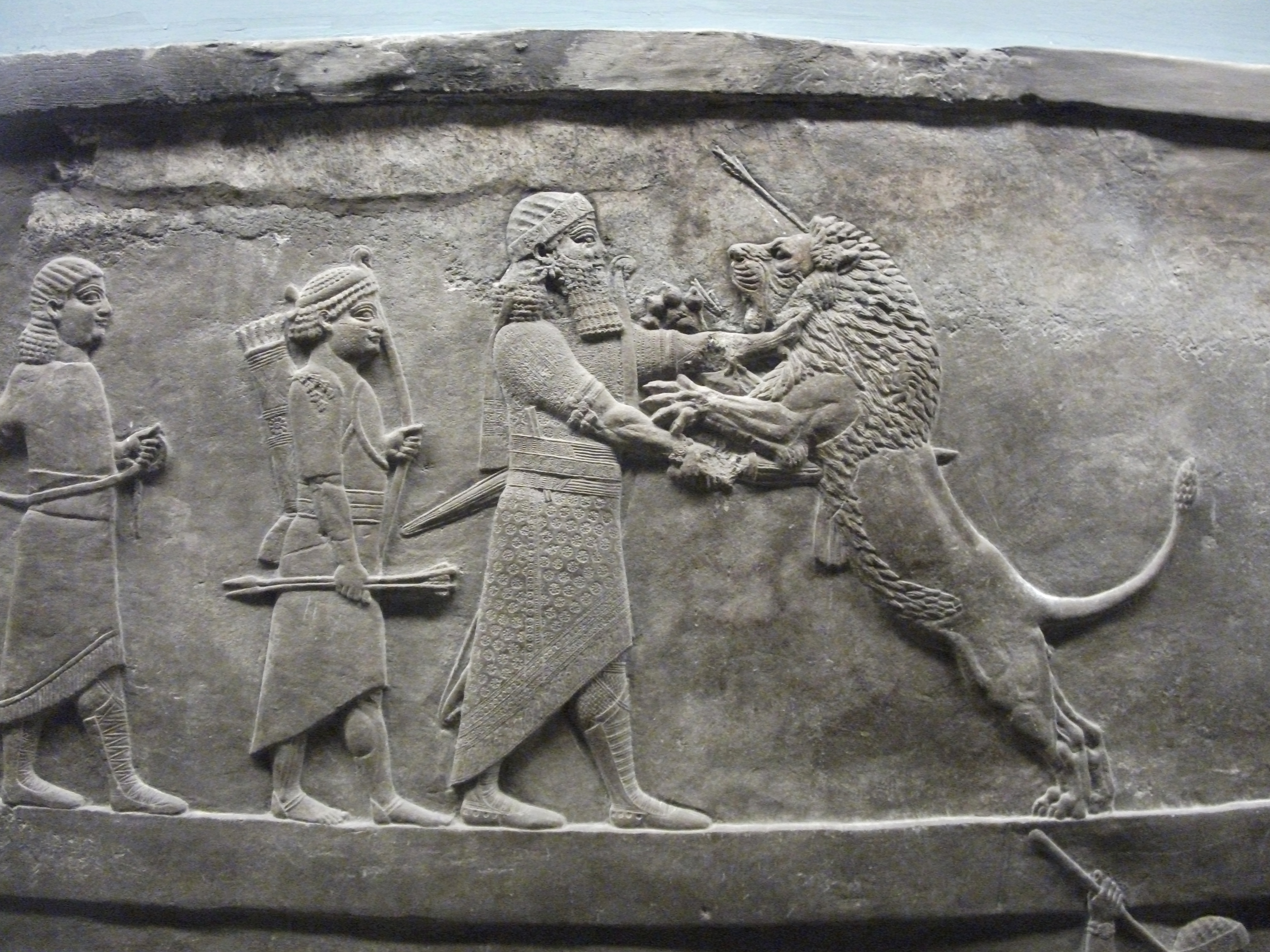
«Царське полювання на лева», рельєф з палацу Ашшурбаніпала в Ніневії, 645-635 роки до н.е., Британський музей, Лондон.
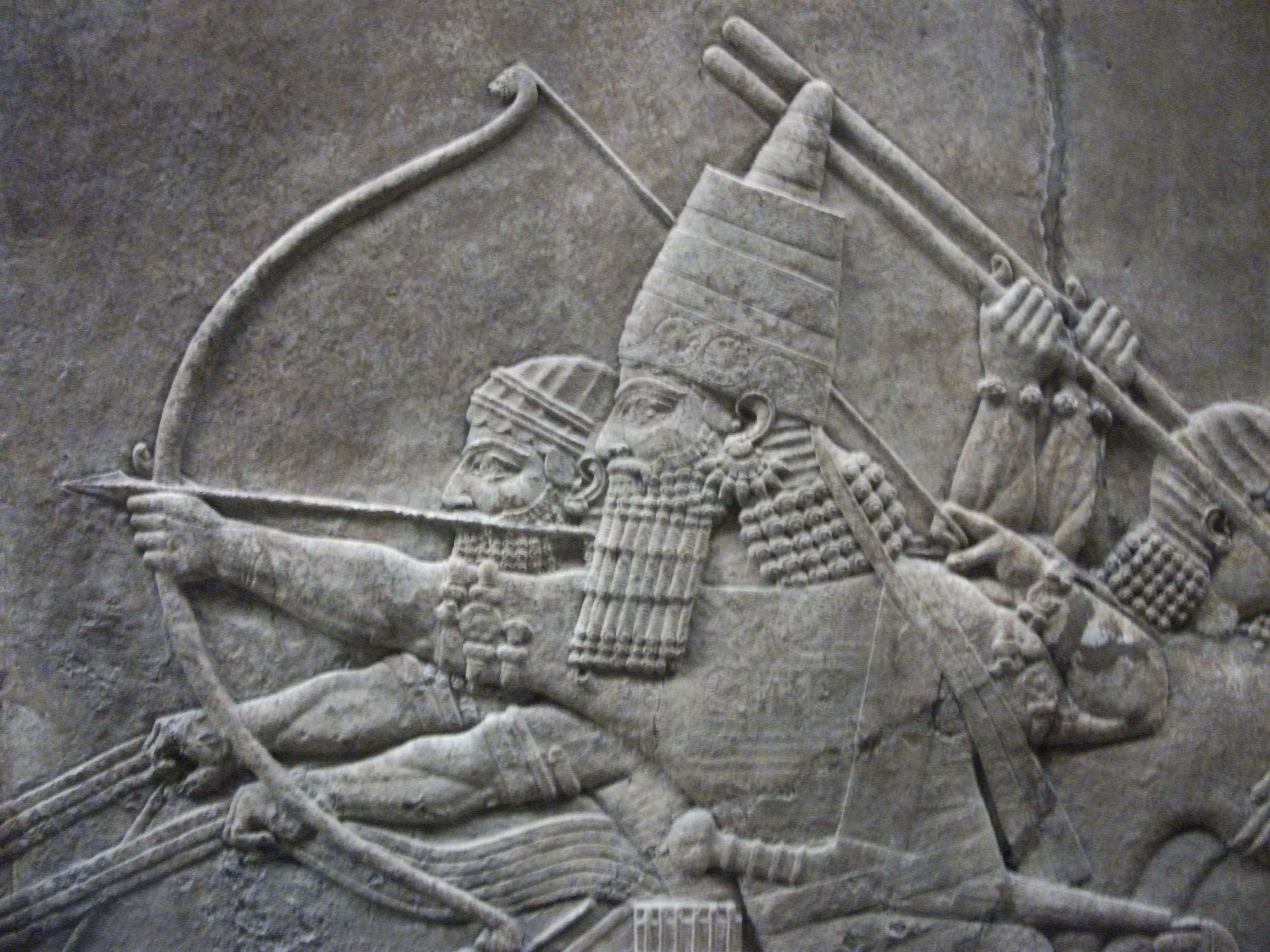
Сцена царського полювання, рельєф з палацу Ашшурбаніпала в Ніневії, 645-635 роки до н.е., Британський музей, Лондон.
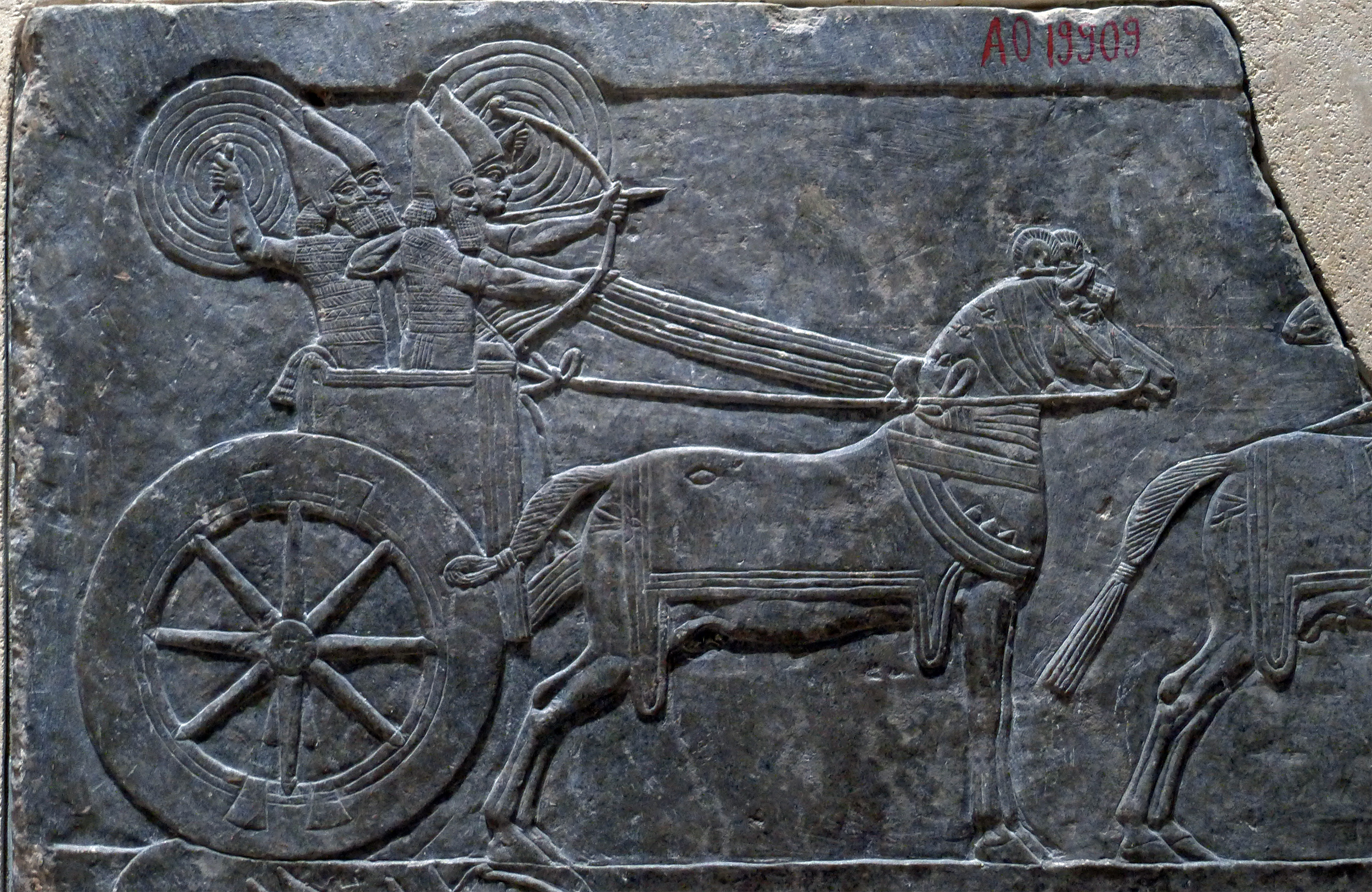
Рельєф з палацу Ашшурбаніпала в Ніневії, Лувр, Париж.